# Der unbekannte Geliebte
Der unbekannte Geliebte ist ein US-amerikanischer Spielfilm im Stil des Film noir aus dem Jahr 1946.

## Handlung
Ann Hamilton ist die Tochter eines Chemieprofessors. Als der Fabrikant Alan Garroway sie kennenlernt, verliebt er sich sogleich in sie. Er hält um ihre Hand an und schnell wird geheiratet. Bei einer Reise nach Washington lernt Ann Alans Manager Mr. Warmsley kennen und zahlreiche andere Freunde. Ann fühlt sich in dieser neuen Umgebung nicht wohl. Sie fühlt sich schlecht gekleidet und empfindet ihr eigenes Benehmen in der höheren Gesellschaft als zu schlecht. Langsam erfährt sie auch mehr über die Geschichte von Alans Unternehmen. Als sein Vater starb, übernahm er die Firma gemeinsam mit seinem Bruder Michael. Seit Michael jedoch der Unterschlagung bezichtigt wurde, hat Alan ihn nie wieder gesehen. Auf dem Anwesen der Familie Garroway in Virginia kommt es zu einem Zwischenfall mit einem Pferd. Das Pferd wurde plötzlich wild und sie erfuhr von einem Stallburschen, dass Alan dieses Pferd einst des Öfteren brutal behandelt hat. Als auch Ann urplötzlich von Alan rüde behandelt wird, bekommt Ann den Verdacht, dass irgendetwas nicht mit ihrem Mann stimmt. Sie glaubt, dass sein Verhalten mit dem Betrug des Bruders zu tun hat und möchte ihrem Mann bei der Überwindung dieser psychischen Probleme helfen.
Als Alan zu einer Geschäftsreise nach Seattle aufbricht, besucht Ann die Firma und lässt ihr von Mr. Warmsley die Adresse von Michael geben. Sie trifft sich mit Michael auf dessen Ranch, als plötzlich auch Alan dort auftaucht. Alan reagiert eifersüchtig und bezichtigt Ann des Betruges. Sie erklärt ihm, dass sie nur mehr über seine Vergangenheit herausfinden wollte, um ihm zu helfen. Alan kehrt wieder zurück nach Seattle, während Ann nach Virginia zurückkehrt. Als auch Alan wieder nach Virginia kommt, wird er von Michael des Mordes an einen Ingenieur in der gemeinsamen Firma bezichtigt. Michael erzählt Alan, dass er diese Angelegenheit eigentlich verschweigen wollte, um die Firma nicht zu gefährden. Als er jedoch Ann kennengelernt hatte, empfand er sie als zu sympathisch und aufrichtig, als dass sie mit einem Mörder leben solle. Als Alan ihm erklärt, dass er sich mittlerweile geändert habe und Ann ausführlich über seine Vergangenheit erzählen will, entscheidet sich Michael, weiterhin den Mord zu verschweigen.
Alan befürchtet jedoch, dass Ann ihn nach seiner Beichte verlassen würde und schweigt weiterhin. Er versucht nun, den Kontakt seiner Ehefrau mit seinem Bruder Michael zu verhindern. Ann möchte sich jedoch noch einmal mit Michael treffen, um seine Version der Brudergeschichte zu erfahren. Alan verbietet ihr dies energisch und Ann fürchtet sich nun vor ihrem Mann. Sie versucht aus dem Haus in Virginia zu fliehen, Alan kann es jedoch verhindern. Alan weiß nun, dass er seine Tat nur geheim halten kann, wenn er Ann umbringt. Bei einem gemeinsamen Ausritt mit Ann provoziert er einen Unfall. Als er die am Boden liegende Ann mit einem Stein erschlagen will, schlägt sein Pferd aus und tötet ihn. Ann kehrt zurück in das Haus ihres Vaters. Michael findet sie dort und erklärt ihr seine Gefühle für sie.

## Kritiken
„Ein effektvolles Psycho-Drama, das jedoch zu unentschlossen zwischen Gesellschaftsfilm und Kriminalreißer pendelt; in fast allen Rollen prominent fehlbesetzt.“

„Das psychologische Drama, das schließlich ins Kriminalistische hinübergreift, bleibt unklar in den Motiven und blaß in der Darstellung.“